# Phaeostalagmus cyclosporus
Phaeostalagmus cyclosporus är en svampart som först beskrevs av Grove, och fick sitt nu gällande namn av W. Gams 1976. Phaeostalagmus cyclosporus ingår i släktet Phaeostalagmus och familjen Chaetosphaeriaceae.   Inga underarter finns listade i Catalogue of Life.